# Anakingia borneensis
Anakingia borneensis är en kvalsterart som beskrevs av Sandór Mahunka 1997. Anakingia borneensis ingår i släktet Anakingia och familjen Microzetidae. Inga underarter finns listade i Catalogue of Life.